# Joaquín Palma
Joaquín Salvador Antonio Palma Irarrázaval (Santiago, 2 de febrero de 1943-Santiago, 17 de agosto de 2013) fue un ingeniero y político chileno, quien fue diputado por La Serena entre 1990 y 2002.

## Biografía
Hijo de José Ignacio Palma Vicuña, quien fue descendiente de los fundadores de la ciudad de Vicuña y senador por Coquimbo, al igual que su abuelo  Joaquín Yrarrázabal Larraín, y de Ana Irarrázabal Donoso. Es hermano del exdiputado Andrés Palma. Sus estudios superiores los realizó en la Facultad de Ciencias Físicas y Matemáticas de la Universidad de Chile, titulándose de ingeniero civil en 1963.
Se casó con Isabel Cortés, con quien tuvo cuatro hijas.
En el ámbito profesional, asesoró y dirigió importantes empresas del sector privado. Entre sus trabajos, cuenta su puesto en el rubro metal-mecánico y cerámico, en la Región Metropolitana y Coquimbo.
En el ámbito laboral, fue un destacado ingeniero y entre sus obras terminadas, se encuentra el edificio Diego Portales, y las estructuras metálicas que forman parte de la primera etapa de Túnel Lo Prado.[cita requerida]

## Carrera política
Inició sus actividades políticas mientras cursaba su carrera universitaria, cuando se incorporó al Partido Demócrata Cristiano (PDC). Desde 1986 se desempeñó como presidente del PDC por la provincia de Elqui. Al mismo tiempo, asumió la dirección de la Concertación de Partidos por el "NO" en su región, para el plebiscito de 1988.
En 1989 fue elegido diputado por el distrito N.°7, comunas de La Serena, La Higuera, Vicuña, Paihuano y Andacollo (región de Coquimbo), para el período 1990-1994. Integró la Comisión Permanente de Minería y Energía; y la de Economía, Fomento y Desarrollo. Además fue miembro de la Comisión Especial de la Corporación de Fomento de la Producción (CORFO) y de la Especial de Desarrollo de Arica.
En diciembre de 1993 fue reelecto por el mismo distrito, para el período 1994-1998. Integró la Comisión Permanente de Salud; y la de Ciencias y Tecnología, la que presidió; fue diputado reemplazante en la Comisión Permanente de Minería y Energía. Miembro de la Comisión Especial de Turismo. En diciembre de 1997 fue reelecto para el período 1998-2002. Integró la Comisión Permanente de Relaciones Exteriores, Asuntos Interparlamentarios e Integración Latinoamericana; y la de Gobierno Interior, Regionalización, Planificación y Desarrollo Social.

## Historial electoral

### Elecciones parlamentarias de 1989
- Elecciones parlamentarias de 1989 para diputado por el Distrito 7 (La Serena, La Higuera, Vicuña, Paihuano y Andacollo)

### Elecciones parlamentarias de 1993
- Elecciones parlamentarias de 1993 para diputado por el Distrito 7 (La Serena, La Higuera, Vicuña, Paihuano y Andacollo)

### Elecciones parlamentarias de 1997
- Elecciones parlamentarias de 1997 para diputado por el distrito 7 (Andacollo, La Higuera, La Serena, Paihuano y Vicuña)[3]